# Saison 1929-1930 des Sénateurs d'Ottawa
Autres saisons
Saison précédente Saison suivante
La saison 1929-1930 de hockey sur glace est la quarante-cinquième à laquelle participent les Sénateurs d'Ottawa.

## Classement

### Division Canadienne
|                        | PJ | V  | D  | N | BP  | BC  | Pts |
| ---------------------- | -- | -- | -- | - | --- | --- | --- |
| Maroons de Montréal    | 44 | 23 | 16 | 5 | 141 | 114 | 51  |
| Canadiens de Montréal  | 44 | 21 | 14 | 9 | 142 | 114 | 51  |
| Sénateurs d'Ottawa     | 44 | 21 | 15 | 8 | 138 | 118 | 50  |
| Maple Leafs de Toronto | 44 | 17 | 21 | 6 | 116 | 124 | 40  |
| Americans de New York  | 44 | 14 | 25 | 5 | 113 | 161 | 33  |

#### Division Américaine
|                       | PJ | V  | D  | N  | BP  | BC  | Pts |
| --------------------- | -- | -- | -- | -- | --- | --- | --- |
| Bruins de Boston      | 44 | 38 | 5  | 1  | 179 | 98  | 77  |
| Blackhawks de Chicago | 44 | 21 | 18 | 5  | 117 | 111 | 47  |
| Rangers de New York   | 44 | 17 | 17 | 10 | 136 | 143 | 44  |
| Cougars de Détroit    | 44 | 14 | 24 | 6  | 117 | 133 | 34  |
| Pirates de Pittsburgh | 44 | 5  | 36 | 3  | 102 | 185 | 13  |

## Meilleurs pointeurs
| Nom            | PJ | B  | A  | Pts | Pun |
| -------------- | -- | -- | -- | --- | --- |
| Hec Kilrea     | 44 | 36 | 22 | 58  | 72  |
| Joe Lamb       | 44 | 29 | 20 | 49  | 119 |
| King Clancy    | 44 | 17 | 23 | 40  | 83  |
| Frank Finnigan | 43 | 21 | 15 | 36  | 46  |
| Bill Touhey    | 44 | 10 | 3  | 13  | 24  |
| Art Gagné      | 33 | 6  | 4  | 10  | 32  |
| Al Shields     | 44 | 6  | 3  | 9   | 32  |
| Alex Smith     | 43 | 2  | 6  | 8   | 91  |
| Wally Kilrea   | 38 | 4  | 2  | 6   | 4   |
| Danny Cox      | 24 | 3  | 2  | 5   | 20  |
| Harold Starr   | 28 | 2  | 1  | 3   | 12  |
| Harry Connor   | 25 | 1  | 2  | 3   | 22  |
| Len Grosvenor  | 15 | 0  | 3  | 3   | 19  |
| Syd Howe       | 12 | 1  | 1  | 2   | 0   |
| Bill Hutton    | 18 | 0  | 1  | 1   | 0   |
| Alex Connell   | 44 | 0  | 0  | 0   | 0   |
| Frank Nighbor  | 19 | 0  | 0  | 0   | 0   |

## Saison régulière

### Novembre
| No | Date        | Visiteur              | Score | Domicile               | Fiche | Pts |
| -- | ----------- | --------------------- | ----- | ---------------------- | ----- | --- |
| 1  | 14 novembre | Canadiens de Montréal | 3-3   | Sénateurs d'Ottawa     | 0-0-1 | 1   |
| 2  | 16 novembre | Americans de New York | 3-4   | Sénateurs d'Ottawa     | 1-0-1 | 3   |
| 3  | 19 novembre | Sénateurs d'Ottawa    | 6-4   | Cougars de Détroit     | 2-0-1 | 5   |
| 4  | 21 novembre | Sénateurs d'Ottawa    | 6-5   | Blackhawks de Chicago  | 3-0-1 | 7   |
| 5  | 23 novembre | Sénateurs d'Ottawa    | 6-2   | Maple Leafs de Toronto | 4-0-1 | 9   |
| 6  | 26 novembre | Cougars de Détroit    | 3-4   | Sénateurs d'Ottawa     | 5-0-1 | 11  |
| 7  | 28 novembre | Sénateurs d'Ottawa    | 3-4   | Americans de New York  | 5-1-1 | 11  |
| 8  | 30 novembre | Maroons de Montréal   | 3-2   | Sénateurs d'Ottawa     | 5-2-1 | 11  |

### Décembre
| No | Date        | Visiteur               | Score | Domicile              | Fiche | Pts |
| -- | ----------- | ---------------------- | ----- | --------------------- | ----- | --- |
| 9  | 5 décembre  | Maple Leafs de Toronto | 2-9   | Sénateurs d'Ottawa    | 6-2-1 | 13  |
| 10 | 7 décembre  | Sénateurs d'Ottawa     | 3-3   | Maroons de Montréal   | 6-2-2 | 14  |
| 11 | 12 décembre | Bruins de Boston       | 3-2   | Sénateurs d'Ottawa    | 6-3-2 | 14  |
| 12 | 14 décembre | Sénateurs d'Ottawa     | 4-6   | Canadiens de Montréal | 6-4-2 | 14  |
| 13 | 17 décembre | Sénateurs d'Ottawa     | 2-6   | Bruins de Boston      | 6-5-2 | 14  |
| 14 | 21 décembre | Maroons de Montréal    | 1-1   | Sénateurs d'Ottawa    | 6-5-3 | 15  |
| 15 | 24 décembre | Blackhawks de Chicago  | 3-1   | Sénateurs d'Ottawa    | 6-6-3 | 15  |
| 16 | 28 décembre | Rangers de New York    | 3-1   | Sénateurs d'Ottawa    | 6-7-3 | 15  |
| 17 | 31 décembre | Sénateurs d'Ottawa     | 1-1   | Rangers de New York   | 6-7-4 | 16  |

### Janvier
| No | Date       | Visiteur               | Score | Domicile               | Fiche   | Pts |
| -- | ---------- | ---------------------- | ----- | ---------------------- | ------- | --- |
| 18 | 2 janvier  | Sénateurs d'Ottawa     | 1-3   | Pirates de Pittsburgh  | 6-8-4   | 16  |
| 19 | 4 janvier  | Americans de New York  | 1-4   | Sénateurs d'Ottawa     | 7-8-4   | 18  |
| 20 | 9 janvier  | Sénateurs d'Ottawa     | 0-4   | Maple Leafs de Toronto | 7-9-4   | 18  |
| 21 | 11 janvier | Sénateurs d'Ottawa     | 2-1   | Canadiens de Montréal  | 8-9-4   | 20  |
| 22 | 14 janvier | Sénateurs d'Ottawa     | 1-5   | Bruins de Boston       | 8-10-4  | 20  |
| 23 | 16 janvier | Maple Leafs de Toronto | 1-2   | Sénateurs d'Ottawa     | 9-10-4  | 22  |
| 24 | 18 janvier | Sénateurs d'Ottawa     | 1-2   | Maroons de Montréal    | 9-11-4  | 22  |
| 25 | 21 janvier | Pirates de Pittsburgh  | 4-7   | Sénateurs d'Ottawa     | 10-11-4 | 24  |
| 26 | 23 janvier | Sénateurs d'Ottawa     | 3-6   | Rangers de New York    | 10-12-4 | 24  |
| 27 | 25 janvier | Maroons de Montréal    | 0-4   | Sénateurs d'Ottawa     | 11-12-4 | 26  |
| 28 | 28 janvier | Blackhawks de Chicago  | 2-1   | Sénateurs d'Ottawa     | 11-13-4 | 26  |

### Février
| No | Date        | Visiteur               | Score | Domicile               | Fiche   | Pts |
| -- | ----------- | ---------------------- | ----- | ---------------------- | ------- | --- |
| 29 | 1er février | Canadiens de Montréal  | 1-4   | Sénateurs d'Ottawa     | 12-13-4 | 28  |
| 30 | 4 février   | Sénateurs d'Ottawa     | 5-1   | Pirates de Pittsburgh  | 13-13-4 | 30  |
| 31 | 8 février   | Rangers de New York    | 2-2   | Sénateurs d'Ottawa     | 13-13-5 | 31  |
| 32 | 13 février  | Sénateurs d'Ottawa     | 4-4   | Canadiens de Montréal  | 13-13-6 | 32  |
| 33 | 16 février  | Sénateurs d'Ottawa     | 2-2   | Americans de New York  | 13-13-7 | 33  |
| 34 | 18 février  | Pirates de Pittsburgh  | 2-3   | Sénateurs d'Ottawa     | 14-13-7 | 35  |
| 35 | 20 février  | Sénateurs d'Ottawa     | 5-2   | Blackhawks de Chicago  | 15-13-7 | 37  |
| 36 | 22 février  | Sénateurs d'Ottawa     | 1-0   | Maple Leafs de Toronto | 16-13-7 | 39  |
| 37 | 25 février  | Maple Leafs de Toronto | 0-2   | Sénateurs d'Ottawa     | 17-13-7 | 41  |
| 38 | 27 février  | Sénateurs d'Ottawa     | 3-3   | Gougars de Détroit     | 17-13-8 | 42  |

### Mars
| No | Date     | Visiteur              | Score | Domicile              | Fiche   | Pts |
| -- | -------- | --------------------- | ----- | --------------------- | ------- | --- |
| 39 | 1er mars | Bruins de Boston      | 2-1   | Sénateurs d'Ottawa    | 17-14-8 | 42  |
| 40 | 4 mars   | Maroons de Montréal   | 2-6   | Sénateurs d'Ottawa    | 18-14-8 | 44  |
| 41 | 8 mars   | Gougars de Détroit    | 2-3   | Sénateurs d'Ottawa    | 19-14-8 | 46  |
| 42 | 11 mars  | Sénateurs d'Ottawa    | 4-2   | Maroons de Montréal   | 20-14-8 | 48  |
| 43 | 13 mars  | Sénateurs d'Ottawa    | 1-2   | Americans de New York | 20-15-8 | 48  |
| 44 | 15 mars  | Americans de New York | 7-8   | Sénateurs d'Ottawa    | 21-15-8 | 50  |